# Jacky Samson
Jacques „Jacky“ Samson (* 1940 in Paris; † 3. Oktober 2012 in Précy-sous-Thil, Département Côte-d’Or) war ein französischer Jazz-Bassist.
Samson, der Kind von Einwanderern aus Guadeloupe war, spielte zunächst Gitarre, dann Trompete und Posaune, bevor er zum Kontrabass wechselte. Ab 1966 war er 28 Jahre lang Mitglied im Trio des Pianisten Georges Arvanitas. Außerdem arbeitete er mit Ted Curson, Teddy Wilson, Anita O’Day (1970), Dexter Gordon, Ben Webster (1972), Eddie Lockjaw Davis, Sonny Criss, Pepper Adams (1977) und ging mit Michel Legrand in den 1970er Jahren auf Südamerika-Tournee. Samson wirkte zwischen 1966 und 2000 bei 67 Aufnahmesessions mit und war in einer Folge der Fernseh-Serie Simon Templar zu sehen. Samson zog sich 2000 aus dem Musikgeschäft zurück, lebte in Burgund und starb Anfang Oktober 2012 im Alter von 72 Jahren.